# Izraelská hudba

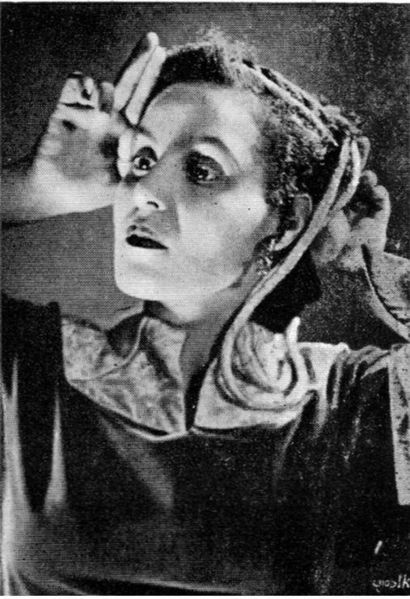
Izraelská zpěvačka původem z Jemenu Bracha Zafira

Izraelská hudba je ovlivněna hudebnímy styly z celého světa, ať už jemenskou hudbou, chasidskými melodiemi, arabskou či řeckou hudbou, jazzem, popem nebo rockem. Mezi světově uznávaná tělesa pak patří Izraelská filharmonie, která existuje již více než sedmdesát let a dnes má každoročně více než dvě stě představení. Izrael je rovněž rodištěm mnoha hudebníků, z nichž někteří jsou celosvětově známí. Mezi mezinárodně uznávané izraelské hudebníky patří například Jicchak Perlman, či Pinchas Zukerman. Izrael se takřka každoročně od roku 1973 účastní soutěže Eurovision Song Contest, během svého působení v soutěži čtyřikrát vyhrál a třikrát byl pořadatelskou zemí. V Ejlatu se pak od roku 1987 koná každoroční letní Red Sea Jazz Festival. Izrael má, jakožto pokračovatel silných divadelních tradic jidiš divadel ve východní Evropě živou a činorodou divadelní scénu. Nejstarší divadelní společností a národním divadlem je divadlo Habima v Tel Avivu, založené roku 1918.

## Slavní Izraelci v hudební sféře

### Zpěváci
- Ofra Haza – zpěvačka
- Idan Raichel – zpěvák
- Hillel Slovak – původní kytarista ze skupiny Red Hot Chili Peppers
- Haim Israel
- Eyal Golan
- Sagiv Cohen
- Daklon

### Hudebníci
- Elijahu Inbal – dirigent

### Skupiny

#### Metal
- Orphaned Land – progressive metal s vlivy orientální hudby
- Melechesh – black metal ovlivněn hudbou z Mezopotámie
- Salem – death/gothic/doommetalová kapela
- Arallu – jeruzalémská skupina hrající převážně black metal